# Theloderma albopunctatum
Theloderma albopunctatum là một loài ếch trong họ Rhacophoridae. Chúng là loài đặc hữu của Trung Quốc.
Các môi trường sống tự nhiên của chúng là các khu rừng ẩm ướt đất thấp nhiệt đới hoặc cận nhiệt đới, các khu rừng vùng núi ẩm nhiệt đới hoặc cận nhiệt đới, và đầm nước ngọt có nước theo mùa. Loài này đang bị đe dọa do mất môi trường sống.